# AQUATERRA
AQUATERRA.ua — кольоровий російськомовний міжнародний науково-популярний журнал про акваріумістику та тераріумістику, екологічний туризм і природоохорону. Єдиний журнал подібної тематики в Україні. 
Редакція знаходиться у Чернігові. Заснований у листопаді 2006 року як оновлений варіант акваріумного журналу «Просто акваріум», який видавався з травня 2003 року. Зокрема, переважно акваріумістична тематика журналу була розширена за рахунок матеріалів з тераріумістики, яскравих розповідей про подорожі до екзотичних країн, а також освітлення гострих проблем екології та природоохорони. До того ж, було покращено якість фотографій, дизайну, поліграфії і друку та змінено формат на зручніший — із A4 на B5.
Журнал надає інформацію про утримання та розведення декоративних риб, безхребетних тварин і рослин у морських та прісноводних акваріумах, а також про екзотичні й ендемічні земноводні тераріумні тварини, про секрети квітучих палюдаріумів, про екологічний туризм та захоплення дайвінгом заради підводної фотографії. Журнал поєднує науковий підхід із емоційною насиченістю та яскравістю викладу. 
Місія журналу:
|  | Через захоплення рукотворним куточком природи формувати відповідальне ставлення людства до навколишнього світу в ім'я майбутніх поколінь. |

З 2009 року журнал є інформаційним партнером Фонду дикої природи WWF.